# Anna Wielebnowska
Anna Lucyna Wielebnowska (ur. 17 kwietnia 1978 w Krakowie) – polska koszykarka, reprezentantka kraju, występująca na pozycjach silnej skrzydłowej lub środkowej, dwukrotna mistrzyni Polski (2007, 2008), czterokrotna mistrzyni Belgii, uczestniczka igrzysk olimpijskich w Sydney (2000).

## Życiorys
Absolwentka Zespołu Szkół Ogólnokształcących Mistrzostwa Sportowego im. Mikołaja Kopernika w Krakowie oraz Niepublicznej Szkoły Policealnej Gloker w Krakowie.

### Kariera klubowa
Koszykówkę rozpoczęła uprawiać w Koronie Kraków w 1992. W sezonie 1994/1995 debiutowała w ówczesnej drugiej lidze. W 1996 zdobyła z Koroną mistrzostwo Polski juniorek. Od sezonu 1996/1997 do 2002 występowała w Wiśle Kraków, zdobywając z tym klubem wicemistrzostwo Polski (1999) i dwa brązowe medale (1998, 2000). Od sezonu 2002/2003 grała w belgijskim BSC Namur, zdobywając cztery kolejne tytuły mistrza Belgii (2003-2006). W sezonie 2006/2007 powróciła do Wisły Kraków i zdobyła dwukrotnie mistrzostwo Polski (2007, 2008) oraz brązowy medal mistrzostw (2009). Po sezonie 2009/2010 miała rok przerwy, urodziła dziecko i powróciła do gry w sezonie 2011/2012 w zespole PTS Lider Pruszków.

### Kariera reprezentacyjna
W 1994 wystąpiła w mistrzostwach Europy juniorek, zajmując z drużyną 12. miejsce. W reprezentacji Polski debiutowała w grudniu 1995 jako zawodniczka drugoligowa. W oficjalnym spotkaniu reprezentacji seniorek pierwszy raz zagrała 26 maja 1996 w meczu z Litwą (w eliminacjach do mistrzostw Europy w 1997). W 2000 zagrała w turnieju olimpijskim Igrzysk Olimpijskich w Sydney (8. miejsce). Zagrała jednak tylko w dwóch meczach, nie zdobywając punktu. W 2003 i 2005 wystąpiła w mistrzostwach Europy, zajmując kolejno 4 (6 z 8 spotkań i 16 punktów) i 7. miejsce (wszystkie 8 spotkań i 76 punktów). Ostatni raz w meczu o punkty zagrała 13 września 2008 w eliminacyjnym spotkaniu do mistrzostw Europy w 2009 z Bośnią i Hercegowiną.

## Osiągnięcia
Drużynowe
- Mistrzyni:
  - Polski:
    - 2007, 2008
    - juniorek (1996)

  - Belgii (2003–2006)
- Wicemistrzyni Polski (1999)
- Brązowa medalistka mistrzostw Polski (1998, 2000, 2009)
- Zdobywczyni:
  - pucharu:
    - Polski (2009)
    - Belgii (2003–2006)

  - Superpucharu Polski (2008, 2009)
- Finalistka:
  - pucharu Polski (2007, 2008)
  - Superpucharu Polski (2007)
- Uczestniczka rozgrywek Euroligi (2005/2006, 2006–2009 – TOP 16, 2009/2010 – 4. miejsce)

Indywidualne
- Uczestniczka meczu gwiazd PLKK (2001, 2002, 2006, 2008)

Reprezentacja
- Uczestniczka:
  - igrzysk olimpijskich (2000 – 8. miejsce)
  - mistrzostw Europy:
    - 2003 – 4. miejsce, 2005 – 7. miejsce
    - U–18 (1994 – 12. miejsce)

  - kwalifikacji do mistrzostw Europy:
    - 1997, 2003, 2005, 2009
    - U–18 (1996)